# Naglfar
Pour les articles homonymes, voir Naglfar (homonymie).

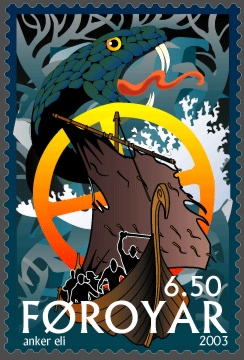
Illustration navire viking

Dans la mythologie nordique, Naglfar ou Naglfari est un bateau qui se détachera lors du Ragnarök, conduisant les géants au combat. Il sera dirigé par le géant Hrymr (d'après la Gylfaginning) ou par Loki (selon la Völuspá).

## Présentation
Selon Snorri Sturluson, Naglfar est construit à partir des ongles des morts, et c'est la raison pour laquelle il convient de les couper de façon à retarder le Ragnarök.
Si l'on retient l'explication donnée par Snorri, naglfar se traduirait par « bateau des ongles » (du vieux norrois nagl, « ongle »). Mais il pourrait s'agir d'une étymologie populaire. De nombreux auteurs le traduisent par « bateau des morts » ou « bateau des cadavres », en rapprochant la première partie du nom du latin necare, « tuer », du gotique naus, « mort » ou du grec νέκυς / nekus, « cadavre » ou encore du vieux norrois nár, « cadavre ». John Lindow retient quant à lui le sens de « clou » pour nagl, et y voit une métonymie pour « bateau ».